# 小値賀交通
小値賀交通株式会社（おぢかこうつう）は、長崎県北松浦郡小値賀町に本社を置き、同町域の小値賀島と斑島で路線バスを運行するバス事業者である。

## 概要
1958年（昭和33年）11月から小値賀島で路線バスを運行していた西肥自動車が小値賀町内の路線から撤退するのを受け、1992年（平成4年）に設立された第三セクターのバス事業者である。資本金2,000万円で、小値賀町が1,700万円（85%）、島内の自動車修理業者の福崎モータースが200万円（10%）、西肥自動車が100万円（5%）を出資する。
2008年（平成20年）4月から日曜日は全便運休となり、同年9月末までの試験的措置として、それまでの120円〜290円の区間制運賃を200円（小学生までは100円）の均一運賃とした。また同年4月中旬から国の地方再生モデル事業の一環として、国と長崎県からの補助を受け車両を小型ノンステップバス（日野・ポンチョ）に置き換えた。新車両は青色地に小値賀町のマスコットキャラクターと同じ名の「ちかまる号」の愛称が付けられている。

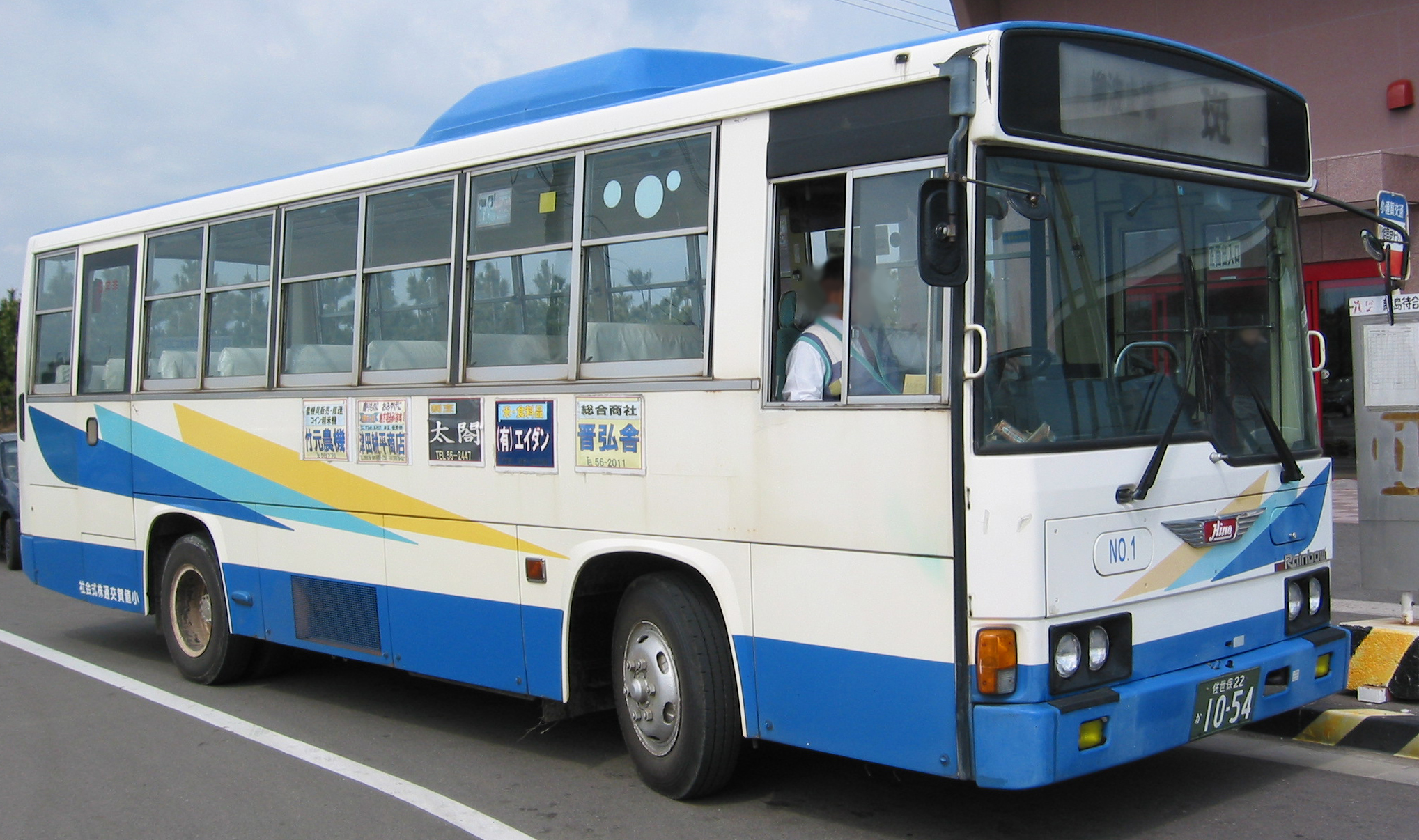
従来の車輌

長崎スマートカードの導入予定はない。

## 路線
小値賀島の南端部にある小値賀笛吹港（桟橋）を拠点とする。
- 桟橋 - 笛吹 - 小学校 - 柳 - 浜津 - 斑

桟橋から島の中央部を通り抜け、納島への渡船が発着する小値賀島北端の柳地区を経由して島の西端に向かい、斑大橋を渡って斑島へ至る路線。柳で折り返す便や、柳を経由しない便もある。
- 桟橋 - 笛吹 - 小池 - 中山 - 唐見崎・空港入口

桟橋から島東部の中山地区を経由する。島北東部の唐見崎地区へ向かう路線と、南東部の空港入口へ向かう路線がある。以前は小値賀空港に発着していたが、同空港発着の定期便が廃止されたためバス路線も短縮された。